# Lindsey Horan
Lindsey Michelle Horan (Lakewood, Colorado, Estados Unidos; 26 de mayo de 1994) es una futbolista estadounidense. Juega como centrocampista en el Olympique de Lyon de la Division 1 Féminine de Francia y en la selección de Estados Unidos.
Horan fue una jugadora clave para los Thorns durante su temporada 2017, anotando el gol de la victoria en la final de la NWSL 2017. Anteriormente, se afianzó como goleadora prolífica en el Paris Saint-Germain FC, anotando 46 goles en 58 apariciones. Fue la máxima goleadora de la selección sub-17 de Estados Unidos en el Campeonato Femenino Sub-17 de Concacaf 2010.

## Trayectoria
El primer equipo de Lindsey fue el Colorado Rush, de la W-League. En 2012 fichó por el Paris Saint-Germain y en 2016 volvió a Estados Unidos para fichar por el Portland Thorns. Debutó en 2013 con la selección estadounidense en la Copa de Algarve 2013.

## Clubes
| Club                       | País           | Año             |
| -------------------------- | -------------- | --------------- |
| Colorado Rush              | Estados Unidos | 2012            |
| París Saint-Germain        | Francia        | 2012 - 2016     |
| Portland Thorns            | Estados Unidos | 2016 - 2023     |
| Olympique de Lyon (cedida) | Francia        | 2022 - 2023     |
| Olympique de Lyon          | Francia        | 2023 - presente |

## Palmarés

### Internacional
Selección de Estados Unidos
- CONCACAF U20 Women's Championship: 2014
- Preolímpico Femenino de Concacaf: 2016; 2020
- Copa SheBelieves: 2016;[6] 2018;[7] 2020;[8] 2021
- Torneo de Naciones: 2018
- Premundial Femenino Concacaf: 2018
- Copa Mundial: 2019
- Juegos Olímpicos: 2020 (Bronce)
- Copa oro CONCACAF 2024 (Campeona)

### Club
Portland Thorns FC
- National Women's Soccer League: 2017
- NWSL Challenge Cup: 2021

### Distinciones individuales
- MVP de la Final de la NWSL: 2017
- Mejor Once de la NWSL: 2018
- MVP de la NWSL: 2018
- Mejor Once del Preolímpico Femenino de Concacaf: 2020